# Saltanecydalopsis
Saltanecydalopsis is een kevergeslacht uit de familie van de boktorren (Cerambycidae). De wetenschappelijke naam van het geslacht werd voor het eerst geldig gepubliceerd in 2007 door Barriga & Cepeda.

## Soorten
Saltanecydalopsis is monotypisch en omvat slechts de volgende soort:
- Saltanecydalopsis irwini Barriga & Cepeda, 2007